# Reliefbildnis des Tiedemann Giese

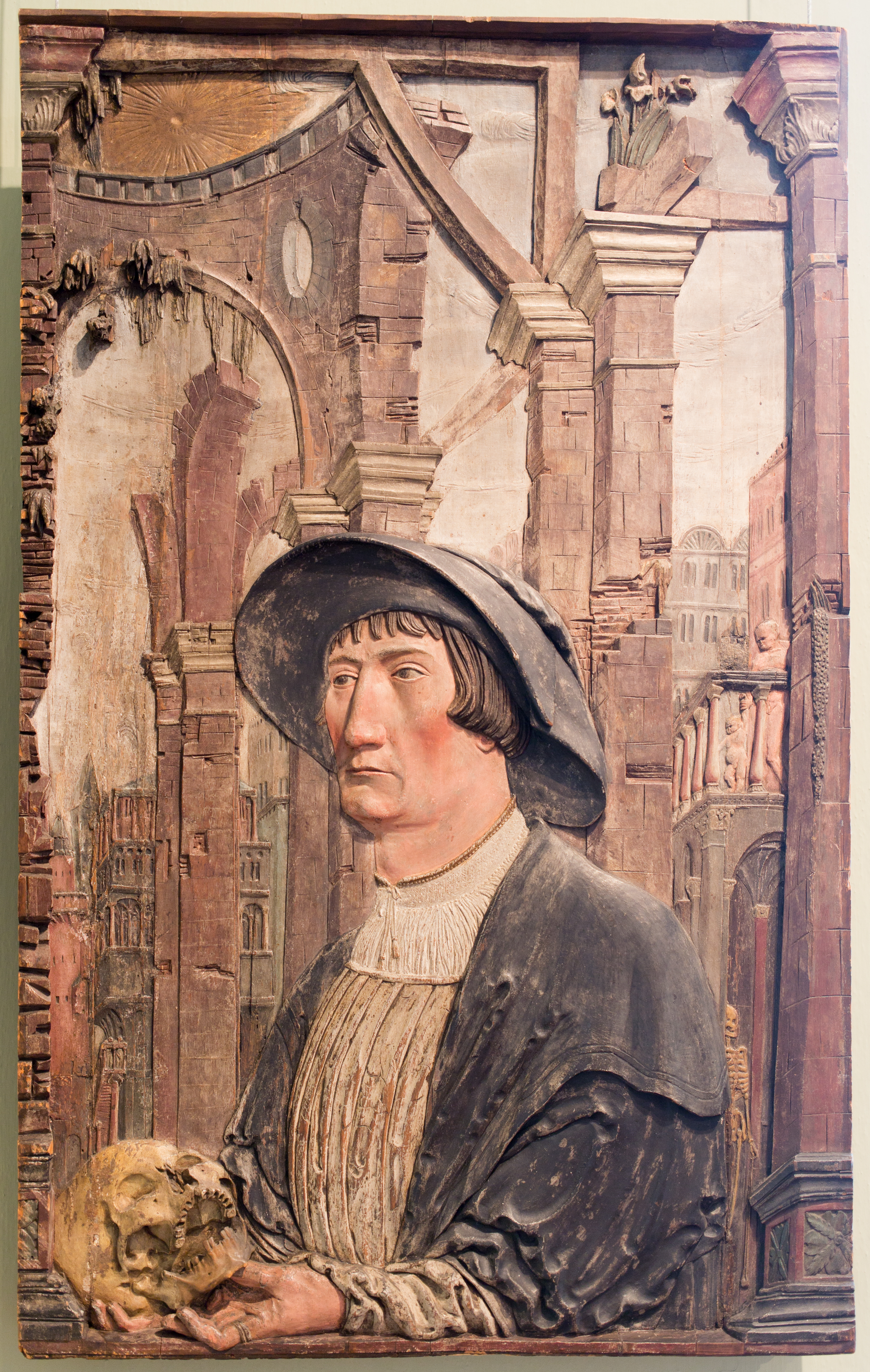
Bildnis des Tiedemann Giese, Berlin, Jagdschloss Grunewald

Bei dem Reliefbildnis des Tiedemann Giese handelt es sich um ein aus Königsberg stammendes hölzernes Halbrelief aus der Zeit um 1520 bis 1530, das sich heute im Jagdschloss Grunewald der Stiftung Preußische Schlösser und Gärten Berlin-Brandenburg befindet.

## Geschichte
Das Relief wurde von Bauarbeitern in einer Wand des Königsberger Schlosses vermauert gefunden und anschließend als Supraporte über der Tür zum Fliesensaal im Albrechtsbau des Schlosses angebracht. Danach wurde es in das Zimmer des Kastellans gebracht, wo es jahrzehntelang unbeobachtet verblieb. Alfred Rohde, Direktor der städtischen Kunstsammlungen im Südflügel des Königsberger Schlosses, stellte das Bild als Teil der Städtischen Kunstsammlungen im Königsberger Schloss aus.
Am 9. April 1945 konnte der Chirurg Oskar Ehrhardt das Bild aus den Trümmern des zerstörten Königsberger Schlosses bergen. Er hängte das Bild in seinem Zimmer im Königsberger Elisabethenkrankenhaus auf. Bei seinem Abtransport 1948 musste er das Bild in Königsberg lassen, wo es ein russischer Soldat an einen Dr. Franke verkaufte. Dieser brachte das Bild im Jahre 1948 nach Leipzig und Berlin. 1958 erwarb es die Westberliner Schlösserverwaltung (Inventar-Nr. Skulpt.slg. 5526).

## Beschreibung und inhaltliche Bedeutung
Das teilweise farbig gefasste Relief aus Lindenholz (97 × 61 cm) zeigt das Halbporträt eines Mannes mit Hut sinnend nach links blickend vor dem Hintergrund einer Ruinenarchitekturkulisse. Er hält einen Totenschädel in seiner linken Hand. In seinem Rücken wartet auf einem Balkon eine kleine Figur, der Tod, mit einer Steinschleuder in der linken Hand halbversteckt hinter einem Pfeiler.  Das Bild ist im Sinne der Vanitas und des Memento mori zu verstehen, es zeigt den Dargestellten in der „meditatio mortis“.

## Künstler und Dargestellter
Der Kunsthistoriker Hermann Ehrenberg vermutet 1899 den Bildhauer Jakob Binck als Künstler, der ein Selbstbildnis geschaffen haben soll. Georg Habich gelang 1929 durch den Vergleich mit einer Zeichnung im Berliner Kupferstichkabinett die Identifizierung des Dargestellten als Tiedemann Giese, eines in Königsberg tätigen Theologen, Domherren und späteren Bischofs sowie Freundes von Nikolaus Kopernikus.  Von Habicht stammt auch die Zuschreibung an Hans Schenck (genannt Scheutzlich), der am Hofe der Herzöge von Preußen und der Markgrafen von Brandenburg tätig war, darunter 1526 bis 1528 nachweisbar in Königsberg.